# Amphilepidida
De Amphilepidida zijn een orde van slangsterren (Ophiuroidea).

## Families
- Amphilepididae
- Amphilimnidae
- Amphiuridae
- Hemieuryalidae
- Ophiactidae
- Ophiolepididae
- Ophionereididae
- Ophiopholidae
- Ophiopsilidae
- Ophiothamnidae
- Ophiotrichidae